# 27079 Vsetín
27079 Vsetín è un asteroide della fascia principale. Scoperto nel 1998, presenta un'orbita caratterizzata da un semiasse maggiore pari a 2,3511162 UA e da un'eccentricità di 0,1714323, inclinata di 4,20331° rispetto all'eclittica.